# .post
.post — це загальний домен верхнього рівня (sTLD), доступний виключно для поштового сектора. .post — це перший gTLD, який 100 % забезпечений DNSSEC. .post має на меті інтегрувати фізичні, фінансові та електронні аспекти поштових послуг, щоб забезпечити та полегшити послуги електронної пошти, електронного фінансування, електронної комерції та електронного урядування. Домен був схвалений ICANN 8 квітня 2005 року спонсорований TLD у другій групі нових додатків TLD, оцінених у 2004 році.
Всесвітній поштовий союз (ВПС) розробляє, впроваджує та контролює правила управління для нього. Він також відповідає за присвоєння доменних імен для зацікавлених сторін поштового сектора, які відповідають критеріям відповідності.
ВПС, що базується в місті Берн (Швейцарія), став першою організацією, якій було надано право проводити свою діяльність в спонсорованому домені верхнього рівня (sTLD) за ICANN у 2004 році, в першій групі нових звернень до TLD, оцінених у 2004 році. ВПС була єдиною організацією, що передала всі критерії ICANN як справді представницька організація, яка спонсорує домен верхнього рівня.
У 2009 році ICANN та ВПС підписали історичну угоду, яка надала УПС керівну владу над .post як домен верхнього рівня. Ця угода відбулася після тривалих переговорів, громадського перегляду через громадський коментар ICANN, переглядів у керівних радах ВПС та розгляду Радою директорів ICANN.
sTLD був доданий до реєстру TLD в IANA 8 серпня 2012 р., коли .post ввійшов у кореневий каталог Інтернету.

## Мета
.post був розроблений для задоволення потреб глобальної поштової спільноти в кіберпросторі. Ідея .post полягала в тому, щоб ідентифікувати законні поштові послуги та уникати плутанини для приватних осіб, бізнесу та зацікавлених сторін. Станом на жовтень 2014 року з 192 країн-членів ВПС 38 є повноправними членами групи Dot Post Group (DPG), яка призначена для нагляду за розробкою цієї платформи. Деякі з них вже запустили свій вебсайт .post. Більшість з них пропонують вебінтерфейс для традиційних послуг поштового зв'язку, таких як надруковані листи та доставка посилок. Один з них також має поштові зареєстровані електронні повідомлення серед своїх послуг.

## Аутентифікація
Для реєстрації домену .post UPU просить суб'єкти подавати Community ID request (потрібна безкоштовна реєстрація) Реєстратори повинні бути затверджені як учасники .post Sponsored Community [Архівовано 16 травня 2008 у Wayback Machine.] перед реєстрацією доменів.
До реєстрації домену .post ВПС перевіряє право реєстранта на реєстрацію доменного імені та видає ідентифікатор спільноти поштової адреси.
Кожен заявник зобов'язаний надати юридичне підтвердження права власності на рядок, а також потрапити до 1 з 11 груп реєстраторів, викладених у параграфі 3.3 .post Domain Management Policy